# Domaine de la Romanée-Conti

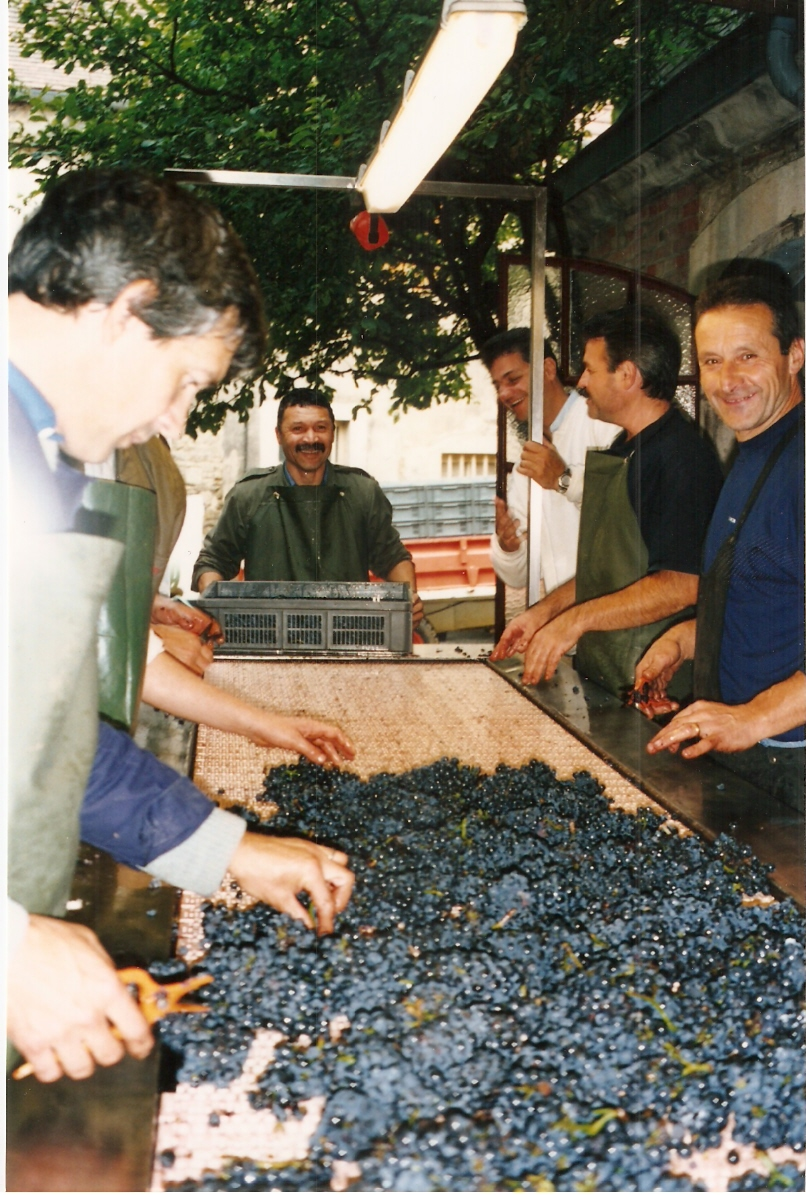
Перебор ягод винограда на винодельне «Романе-Конти» (осень 1999 года)

Domaine de la Romanée-Conti (сокращ. DRC) — французское винодельческое хозяйство из Бургундии, единственный производитель вин апеласьона Романе-Конти (Романе-конти). 
«Область Романей-Конти» производит белые и красные вина — одни из самых дорогих молодых вин в мире. Принадлежащий этому хозяйству виноградник Романе-Конти в черте коммуны Вон-Романе считается самым знаменитым в мире. На окончание XIX столетия, Романе-конти (получается ежегодно не более 4 000 бутылок) относилось к красным винам 1-го класса (лучший сорт).

## История
В 1232 году аббатство Святого Вивенция из Вона приобрело 1,8 гектара виноградников. В 1631 году поместье было выкуплено семьёй де Кронамбур, которая переименовала его в Романе (Romanée) по неизвестным причинам. В то же время они приобрели соседний виноградник La Tâche.
В 1760 году у Андре де Кронамбура за крупную сумму в 8 000 ливров виноградник Романе выкупил принц Конти. С тех пор виноградник стал известен как Романе-Конти. Во время Великой французской революции (переворота) земля принца была национализирована и продана с аукциона.
Виноградник Романе-Конти был куплен Никола Дефером де ла Нуер, который в 1819 году продал его Жюльену Уврару за 78 000 франков. В 1869 году виноградник был куплен Жаком-Мари Дюво-Блоше, который по сути создал нынешнее винодельческое хозяйство после приобретения участков на всемирно известных виноградниках Эшезо, Гранд-Эшезо и Ришбур.
Участок Romanée Saint-Vivant площадью 9,43 га был куплен в 1791 году Никола-Жозефом Марэ, зятем топографа Гаспара Монжа. Семья Марэ-Монжей продала часть своих активов семье Латур в 1898 году, сдала в аренду остающиеся 5,28 гектаров Domaine de la Romanée-Conti в 1966 году и наконец продала всё имение в 1988 году.

## Виноградники и вина
Виноградники сгруппированы вокруг деревни Вон-Романе на хорошо дренированных склонах направленных на восток и юго-восток. Почва — богата железом и известняком. Виноградник расположен на уровне 240 метров над уровнем моря. Средний возраст виноградных — приблизительно 44 года — все виноградники органические.
Удобрения ограничиваются компостом, сделанным из измельченных виноградных корней, виноградных шкурок и остатков от брожения. Чтобы не уплотнять почву использованием тракторов, почву стали культивировать на лошадях. Пять гектаров в La Tâche и Grands Échezeaux теперь выращиваются биодинамично, отдельные виноградные лозы обрабатывают специальными естественными средствами  согласно лунному календарю.

Урожаи очень малы, в среднем 25 гл/га. Другими словами, чтобы произвести одну бутылку вина Романе-конти (Romanée-Conti) используют виноград с трёх лоз. Во время сбора урожая виноград сортируется в маленькие корзины. Затем ягоды рассыпаются на столах и для производства вина из них вручную отбираются самые лучшие. 
Romanée-Conti
- Сорт винограда: Пино-нуар
- Размер владений: 1,8 га

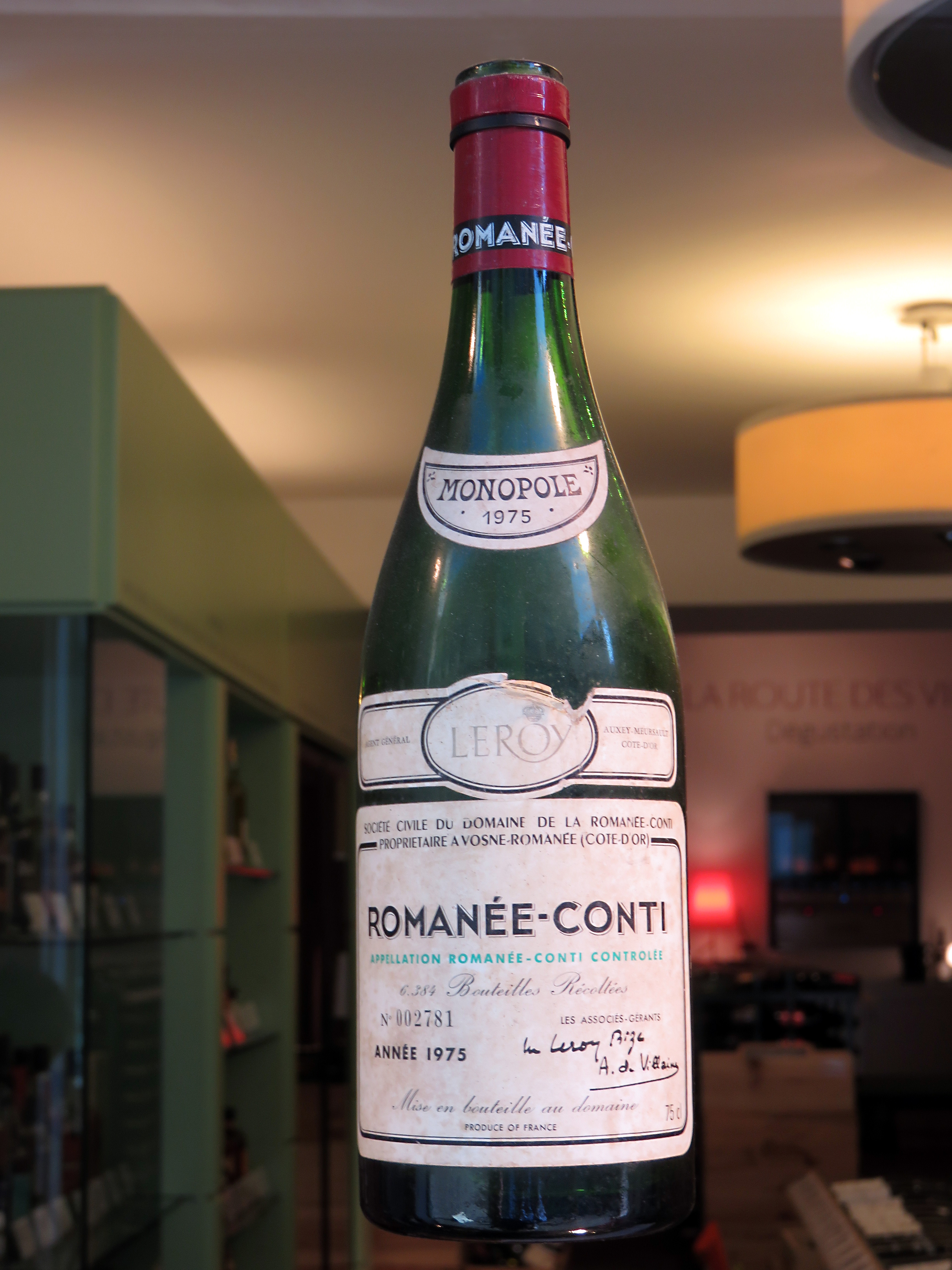
Бутылка Romanée-Conti урожая 1975 года

- Средний возраст лоз (2019): 53 года
- Выпуск: 450 ящиков
- Средняя цена на 750 мл бутылку: $13 092 (2019)

La Tâche
- Сорт винограда: Пино-нуар
- Размер владений: 6,06 га
- Средний возраст лоз (2019): 47 лет
- Выпуск: 1870 ящиков
- Средняя цена на 750 мл бутылку: $2 733  (2019)

Richebourg
- Сорт винограда: Пино-нуар
- Размер владений: 3,51 га
- Средний возраст лоз (2019): 42 года
- Выпуск: 1000 ящиков
- Средняя цена на 750 мл бутылку: $1 738 (2019)

Romanée-Saint-Vivant
- Сорт винограда: Пино-нуар
- Размер владений: 5,28 га
- Средний возраст лоз (2019): 34 года
- Выпуск: 1500 ящиков
- Средняя цена на 750 мл бутылку: $1 360 (2019)

Grands Échezeaux
- Сорт винограда: Пино-нуар
- Размер владений: 3,52 га
- Средний возраст лоз (2019): 52 года
- Выпуск: 1150 ящиков
- Средняя цена на 750 мл бутылку: $1 270 (2019)

Échezeaux
- Сорт винограда: Пино-нуар
- Размер владений: 4,67 га
- Средний возраст лоз (2019): 32 года
- Выпуск: 1340 ящиков
- Средняя цена на 750 мл бутылку: $1 079 (2019)

Montrachet
- Сорт винограда: Шардоне
- Размер владений: 0,67 га
- Средний возраст лоз (2019): 62 года
- Выпуск: 250 ящиков
- Средняя цена на 750 мл бутылку: $4 406 (2019)[13]